# Scinax staufferi
Scinax staufferi es una especie de anfibios de la familia Hylidae.
Habita en Belice, Costa Rica, El Salvador, Guatemala, Honduras, México y Nicaragua.
Sus hábitats naturales incluyen bosques tropicales o subtropicales secos, montanos secos, sabanas secas, praderas parcialmente inundadas, marismas de agua dulce, corrientes intermitentes de agua, pastos, jardines rurales, zonas previamente boscosas ahora muy degradadas, estanques, canales y diques.